# Jean VI de Ratibor
Jean VI de Ratibor (également nommé Jean IV de Troppau-Ratibor; tchèque: Jan VI. Ratibořský; 
né entre février et avril 1483 - †  entre le 3 novembre et le 19 décembre 1506 il fut  de 1493 jusqu'à sa mort en 1506 duc de Racibórz (en allemand: Ratibor en tchèque: Ratiboř).

## Biographie
Jean VI est issu de la lignée des Přemyslides de Silésie il est le second fils de Jean V de Ratibor et de Magdeleine († 1501), une fille du duc Nicolas Ier d'Opole
Après la mort de son père en 1493;  Il  hérite conjointement du duché de Ratibor avec son frère ainé Nicolas VII de Ratibor et son frère cadet  Valentin.
La mort subite, sans enfant de Nicolas VII le 3 novembre 1506 le laisse seul héritier du duché avec son frère cadet. Toutefois il disparait lui aussi de manière inopinée et sans avoir contracté de mariage entre le 3 novembre et le  19 décembre suivant. Le décès de ses deux ainés laisse Valentin seul héritier du duché de Ratibor.

## Source de la traduction
- (de) Cet article est partiellement ou en totalité issu de l’article de Wikipédia en allemand intitulé « Johann IV. (Troppau-Ratibor) » (voir la liste des auteurs).